# هندریکس (ویرجینیای غربی)
هندریکس(به انگلیسی: Hendricks) شهری در ایالت ویرجینیای غربی کشور ایالات متحده آمریکا است که جمعیت آن در سرشماری سال ۲۰۱۰ میلادی، ۲۷۲ نفر بوده‌است.